# Ruisseau du Castor Noir
Ruisseau du Castor Noir är ett vattendrag i Kanada.   Det ligger i provinsen Québec, i den sydöstra delen av landet, 260 km nordost om huvudstaden Ottawa.
I omgivningarna runt Ruisseau du Castor Noir växer i huvudsak blandskog. Trakten runt Ruisseau du Castor Noir är nära nog obefolkad, med mindre än två invånare per kvadratkilometer.